# Nipani
Nipani là một thị xã và là nơi đặt hội đồng thành phố của huyện Belgaum thuộc bang Karnataka, Ấn Độ.

## Nhân khẩu
Theo điều tra dân số năm 2001 của Ấn Độ, Nipani có dân số 58.061 người. Phái nam chiếm 50% tổng số dân và phái nữ chiếm 50%. Nipani có tỷ lệ 71% biết đọc biết viết, cao hơn tỷ lệ trung bình toàn quốc là 59,5%: tỷ lệ cho phái nam là 79%, và tỷ lệ cho phái nữ là 64%. Tại Nipani, 12% dân số nhỏ hơn 6 tuổi.